# Liste d'enseignants et de chercheurs à l'ULB
Cette liste d'enseignants et de chercheurs à l'Université libre de Bruxelles regroupe le personnel enseignant, les chercheurs et examinateurs de l'École, anciens ou actuels, s'étant illustrés dans des domaines particuliers.
Aujourd'hui, les enseignants-chercheurs occupent l'une des catégories d'emplois suivantes : professeur (définit les enseignements et assure les cours magistraux), professeur associé (assure les cours d'approfondissement), professeur chargé de cours (assure les cours d'application), maître de conférences (encadre des groupes d'élèves et anime des séminaires) ou chargé d'enseignement (encadre les travaux pratiques, expérimentaux ou informatiques). 
Dès sa fondation en 1834, l'université dispose des plus éminents professeurs de l'époque, en particulier parmi les fondateurs de l'université. 
Au XXe siècle, Jules Bordet (ULB 1919), Albert Claude (ULB 1974), Ilya Prigogine (ULB 1950), tous les trois lauréats du prix Nobel, enseignèrent à l'Université. 
François Englert (ULB 1958), lauréat du prix Nobel de Physique en 2013, y enseigne la physique entre 1964 et 1998, avant d'y poursuivre sa carrière en tant que professeur émérite.

## Professeurs
Sont classés ici une liste succincte des professeurs selon la matière qu'ils enseignent ou le département dont ils dépendent.

### Mathématiques
- Davy Paindaveine (ULB 2002), professeur de statistiques depuis 2010, Gottfried E. Noether Young Scholar Award 2007[3].
- Jacques Tits (ULB 1950), professeur de 1956-1964, prix Abel 2008, avec John Griggs Thompson[4],[5]
- Frans-H. van den Dungen (ULB 1921), professeur 1927-1965 [6].
- Mélanie Bertelson (ULB), professeure d’analyse (calcul différentiel et intégral[7])

### Sciences de la Terre
- Frank Pattyn (ULB 1986), professeur de glaciologie, médaille Louis Agassiz 2018 (distinction de l'Union européenne des géosciences)

### Physique
- Nicolas Cerf (ULB 1993), professeur depuis 1998, physique et information quantique[8]. Prix d'Excellence Marie Curie 2006[9].
- Pierre Gaspard (ULB 1987) , professeur depuis 2004, Prix Francqui 2006[10].
- Marc Henneaux (ULB 1980), professeur depuis 1996, Prix Francqui 2000[11].
- François Englert (ULB 1959), 1964-1998, professeur émérite depuis 1998[12] prix Nobel de physique 2013.
- Radu Balescu (ULB 1958), professeur de 1964 à 1994, Prix Francqui 1970.

### Chimie
- Ilya Prigogine (ULB 1950), professeur de 1950 à 1990 (chimie et physique théoriques, 1955) prix Nobel de chimie 1977
- Jacques Errera (ULB 1921), professeur de 1930 à 1960 (chimie physique, 1938), lauréat du prix Francqui 1938[13]

### Sciences médicales
- Christos Sotiriou (ULB 2004), oncologue, prix quinquenal FNRS - Joseph Maisin pour les Sciences biomédicales cliniques, 2011-2015[14].
- Cédric Blanpain (ULB 2001), (Meilleur Jeune Chercheur en cellules souches au monde, 2012[15] et Prix Joseph Maisin pour les Sciences biomédicales fondamentales, 2011-2015[16]).
- Miriam Cnop, Minkowski Award of the European Association for the Study of Diabetes
- Pierre Vanderhaeghen, (ULB 1996), professeur depuis 2001, Lauréat du prix Francqui 2011[17].
- Marc Parmentier (Génétique médicale, 1999), Lauréat du prix Francqui 1999[18].
- Etienne Pays, European Research Council Advanced Grant (Prix Francqui,1996)
- Jean-Louis Vincent (ULB 1982), (Sciences biomédicales cliniques, 2006-2010)
- Jacques Urbain (ULB 1970), Immunologie, Lauréat du prix Francqui 1987[19].
- Gilbert Vassart (ULB 1969), professeur de génétique médicale et d'endocrinologie moléculaire, Lauréat du prix Francqui 1993[20].
- René Thomas (biologie moléculaire, génétique, 1975)
- Jean-Edouard Desmedt (ULB 1956), Neurophysiologie, Lauréat du prix Francqui 1972[21]
- Hubert Chantrenne  (Biologie moléculaire, 1963)
- Raymond Jeener  (Biologie moléculaire, 1954)
- Jean Brachet (Biologie moléculaire, 1948)

### Intelligence artificielle
- Mauro Birattari, Intelligence artificielle, ERC Consolidator Grant (2016)
- Marco Dorigo, Intelligence artificielle, Lauréat du Marie Curie Excellence Award en 2003[22]

### Sciences humaines
- Axel Cleeremans (ULB 1986), chargé de cours en sciences cognitives depuis 1995 (Prix scientifique Ernest Solvay pour les sciences humaines et sociales, 2011-2015)[23].
- Éric Remacle, professeur en sciences politiques depuis 2001, Lauréat avec Paul Magnette du prix Francqui 2000 au nom de l'Institut d'études européennes.
- Paul Magnette (ULB 1999), professeur en sciences politiques depuis 2001, Lauréat avec Éric Remacle du prix Francqui 2000 au nom de l'Institut d'études européennes.
- Mathias Dewatripont, professeur d'Economie, lauréat du prix Francqui 1998[24].
- Isabelle Stengers (Sciences humaines et sociales 2006-2010), grand prix de philosophie de l'Académie française pour l'ensemble de son œuvre (1993)[25].
- Marc Wilmet (ULB 1968) (Linguistique, 1986)[26].
- Paul Bertelson (ULB 1959), Psychologie expérimentale, 1991-1996, professeur émérite de 1990 à 2008[27].
- Roland Mortier (ULB 1950), (Littérature, 1965)[28].
- Jean Stengers (ULB 1948), professeur d'histoire de 1954 à 1984.
- Chaïm Perelman (ULB 1932 et 1934), Philosophie du droit, Lauréat du prix Francqui 1962[29].
- Claire Préaux (ULB 1927), lauréat du prix Francqui 1953[30].
- Mikhail Kissine Professeur de linguistique, Directeur du Centre de Recherche en Linguistique (LaDisco), fondateur du groupe de recherche ACTE (Autisme en contexte : Théorie et Expérience)
- Dilnur Reyhan, chercheuse en sociologie (2013-)
- Bram De Rock (Prix Francqui, 2019).

### Philosophie et Sciences sociales
- François de Callataÿ, Histoire de l'Antiquité, lauréat du prix Francqui 2007[31].